# Popillia mutans
Popillia mutans är en skalbaggsart som beskrevs av Newman 1838. Popillia mutans ingår i släktet Popillia och familjen Rutelidae. Inga underarter finns listade i Catalogue of Life.